# Henry Delvaux de Fenffe
Henry Charles Marie Adolphe, baron Delvaux de Fenffe, né le 31 août 1863 à Liège et mort le 18 avril 1947 à Uccle, est un haut fonctionnaire et homme politique belge du Parti Catholique.

## Biographie
Delvaux de Fenffe fut docteur en lettres et philologie en 1884 et en droit en 1885, à l'université de Liège.
Il fut élu conseiller communal de Bovigny (1890-1895), conseiller provincial de la province de Liège (1895-98), député de l'arrondissement de Bastogne (1898-1900), puis Arlon-Marche-Bastogne (1900-1908), en suppléance d'Emile Van Hoorde. En 1908, il est nommé gouverneur de la province de Liège, poste qu'il occupera jusque 1919. En 1919, déclinant le poste de gouverneur des cantons de l'Est (territoire qui sera rattaché peu après à la province de Liège) qui lui est proposé, il devint Haut-Commissaire royal, chargé de relever les immeubles détruits par la guerre dans les provinces de Liège, de Namur, de Luxembourg et du Limbourg. Enfin, il fut élu sénateur provincial (1926-1936), en suppléance d'Adolphe de Limburg-Stirum.
Il fut créé baron en 1919. 

## Distinctions
- Grand-croix de l'ordre de la Couronne de Belgique
- Grand officier de l'ordre de Léopold
- Croix civique de 1re classe
- Médaille de l'Industrie de 1re classe
- Médaille commémorative du règne du roi Léopold II
- Médaille de la Célébration du Centenaire
- Grand-croix de l'ordre de Saint-Grégoire-le-Grand
- Grand officier de la Légion d'honneur
- Grand commandeur de l'ordre du Phénix
- Grand officier de l'ordre de la Couronne d'Italie
- Chevalier de l'ordre de la Couronne de chêne du Luxembourg
- Croix d'argent de l'ordre du Sauveur (Grèce)

## Généalogie
- Il est fils de Charles Adolphe (1815-1887) et Laure Dewandre (1827-1909)
- Il épousa en 1907 Agnès Belpaire (1887-1979)
  - Ils eurent 6 filles : Marie-Laure (1908-1996, baronne Paul de La Vallée Poussin), Lucy (1909-2001, religieuse), Anne (1910-2009, baronne Michotte van den Berck), Geneviève (1912-1934, célibataire), Constance (1914-1994, baronne André d'Otreppe de Bouvette) et Thérèse (1919-2013, célibataire).

La famille Delvaux de Fenffe occupa au lieu-dit « Moulin de Cieru » (ou « Croix du Moulin », aussi « Croix de Cieru ») à Cierreux, un domaine repris par Charles Adolphe en 1863.

## Œuvres
- Faut-il appliquer la participation aux bénéfices ?, Liège, 1892.
- Les travaux publics', Liège, 1908.
- Les habitations ouvrières', Liège, 1909.
- La formation de la jeunesse. L'éducation physique. Discours, Liège, 1910.
- La science du plein air, Liège, 1911.
- La science d'alimentation populaire, Liège, 1912.
- La science de l'adaptabilité de la jeunesse, Liège, 1913.